# Star Wreck: In the Pirkinning
Star Wreck: In the Pirkinning è un film del 2005 diretto da Timo Vuorensola.
È una commedia fantascientifica che fa la parodia delle serie di Star Trek e Babylon 5.
Girato a bassissimo costo, è il seguito del film amatoriale Star Wreck V: Lost Contact e settimo episodio della serie di Star Wreck, di cui è il primo lungometraggio avente qualità professionale.
Il film è pubblicato sotto licenza Creative Commons Attribuzione - Non commerciale - Non opere derivate.

## Trama
Il Capitano James B. Pirk si trova sperduto, con due membri del suo equipaggio, il Comandante Dwarf e il Comandante Info, sulla Terra di fine millennio. La vita è dura: Dwarf lavora in un microscopico stand per gli hot-dog, e Pirk trae godimento solo dagli hamburger, specialmente quelli con doppio formaggio.
Durante la loro permanenza sulla terra, la linea temporale viene completamente deviata da quella che conoscevano, così Pirk decide di ricostruire il destino dell'umanità secondo le proprie idee. Pirk ritrova la nave spaziale dei Vulgar (parodia dei Vulcaniani di Star Trek), la cui missione di primo contatto è stata completamente rovinata da una rock star (Cockbrain) che li ha presi con sé. Questa nave stellare è stata venduta ai russi della centrale atomica di Chanistanya, che Pirk conquista e incita alla rivoluzione; quindi procedono alla costruzione di una nuova nave stellare, la Potkustart ("Avvio a pedale"). Con l'aiuto dei russi e del loro presidente Ulyanov, la Flotta-P viene ricreata e Pirk diventa Imperatore della Terra. Sfortunatamente, la tecnologia relativamente primitiva della nuova Flotta-P impedisce alle navi stellari di espandere il nuovo impero ad altri pianeti abitabili.
L'incontro dell'imbranatissimo Sergey Fukov con un tunnel spaziale dà all'Imperatore Pirk una nuova idea per conquistare pianeti abitabili: attraversando il tunnel spaziale con l'intera P-Flotta, Pirk si trova in un universo parallelo. In questo universo la storia ha preso una piega completamente diversa e ha condotto l'evoluzione a uno scenario basato sulla serie Babylon 5. Mentre pianifica l'attacco alla Terra dell'universo parallelo, Pirk inavvertitamente rivela le sue intenzioni al Capitano Johnny K. Sherrypie della Babel 13 (che ricalca la base spaziale di Babylon 5), il quale quindi prepara alla battaglia mortale le forze del proprio universo.
Le sorti della battaglia evolvono con l'intervento delle forze di soccorso dell'universo parallelo, guidate dalla ammiraglia Excavator, comandata da Festerbester. Dopo una violenta battaglia in cui ogni nave viene infine distrutta, Pirk deve fuggire in tutta fretta nel proprio universo, ritrovandosi di nuovo sperduto sulla Terra, senza nave, con gli stessi due del suo equipaggio dell'inizio del film, ma durante un'era glaciale.
A questo punto c'è da chiedersi se si trovino, come Info suggerisce, sulle Hawaii ma 11.000 anni nel passato, o se invece si trovino in un lontano futuro senza alcuna speranza di salvezza (cosa che viene suggerita dalla visione di detriti spaziali in orbita quando l'inquadratura si allontana dalla Terra nella sequenza finale del film).

## Personaggi
La gran parte dei personaggi principali è una palese parodia di personaggi di Star Trek o Babylon 5.
Membri della Flotta-P
- Capitano/Imperatore Pirk, interpretato da Samuli Torssonen. Un personaggio basato su James T. Kirk, è un pazzo incompetente con una fortuna incredibile. Ha un certo acume per quanto riguarda il combattimento nave a nave, ma è completamente carente in capacità relazionali.
- Comandante Info, interpretato da Antti Satama. Parodia di Data. È sempre corretto e integro, quasi da dare la nausea. Lo si riconosce a colpo d'occhio per un gradevole colore argentato della pelle.
- Comandante Dwarf, interpretato da Timo Vuorensola. Parodia di Worf. È un Plingon psicotico che ha tradito la propria gente per unirsi all'equipaggio di Pirk; come tradizione Plingon comanda, non fa mai la doccia e ha una netta propensione per la distruzione totale dei nemici.
- Sergey Fukov, interpretato da Janos Honkonen. Questo personaggio è semi-indipendente e vagamente basato su Pavel Chekov. È il bis-bis-bis-bis-bisnonno del Fukov originale degli Star Wreck 1, 2 e 3. Prima di entrare nella Flotta-P era un ingegnere assolutamente incompetente che lavorava alla centrale nucleare di Černobyl' (dove guardacaso aveva a che fare con il sistema di raffreddamento...). È causa involontaria di numerosi disastri: infatti è il solo capitano della Flotta-P che infligge più danni alla propria nave che a quelle nemiche.

Membri della Babel 13
- Capitano Johnny K. Sherrypie, interpretato da Atte Joutsen. Parodia di John Sheridan. È l'ufficiale in comando della stazione spaziale Babel 13, adora impegnarsi in discorsi lunghissimi e noiosi ed è piuttosto lento nelle decisioni.
- Comandante Ivanovitsa, interpretata da Satu Heliö. Parodia di Susan Ivanova. Lei è l'ufficiale sarcastico della Babel 13; le sue attività giornaliere includono il riportare le violazioni nel parcheggio e il sopportare gli interminabili discorsi di Sherrypie.
- Festerbester, interpretato da Janos Honkonen. Parodia di Alfred Bester. È un ufficiale psicotico con grandi attitudini di comando ed è anche un bravo tattico; indossa sempre guanti di pelle nera.
- Capo della sicurezza Mikhail Garybrandy, interpretato dall'attore professionista Jari Ahola. Parodia di Michael Garibaldi. È il capo della sicurezza della Babel 13, e tende a scolare bottiglie nel momento meno appropriato (nel sottotitolo italiano si definisce "Garybrandy, l'eroe dei due brandy").

Personaggi secondari
- Presidente Ulyanov, interpretato dall'attore Kari Väänänen. È il presidente della Russia; è un politico un po' pigro ma onesto, dalle buone maniere e con le migliori intenzioni.
- Tenente Swagger, interpretata da Tiina Routamaa. È la parodia di ogni ufficiale donna dalle curve prominenti nella storia della fantascienza. Il Tenente Swagger è l'ufficiale di rotta bella ma glaciale a bordo della Potkustart.
- Ambasciatore Flush. Parodia di Kosh, borbotta degli strani commenti misteriosi in modo assolutamente inintelligibile ("un naso che prude va grattato").

## Produzione
Il film fu prodotto da cinque amici in un appartamento di due stanze con un budget minimo e il sostegno di un centinaio di fan e una dozzina di amici.
Star Wreck: In the Pirkinning è la settima fatica della serie di Star Wreck, ed è il primo lungometraggio avente qualità professionale. Si tratta di un film di fantascienza, condito di humor nero tipicamente finlandese, ed è la parodia degli universi di Star Trek e Babylon 5.

## Distribuzione
Il film è stato girato in finlandese anche se molti appassionati hanno realizzato dei sottotitoli per il film (alcuni di questi possono essere recuperati sul sito ufficiale e tra di essi vi sono anche quelli in lingua italiana). Nel giugno 2006 Jimmy ha trasmesso una versione doppiata in italiano del film.
Benché il film sia stato fatto da fan, molti critici lo hanno paragonato con film di fantascienza di produzione professionale, certamente per quanto riguarda la qualità degli effetti speciali e dell'intera produzione. Il film è disponibile per lo scaricamento legale direttamente da Internet sotto licenza Creative Commons, che lo rende un film a contenuto aperto.